# مسروپ هاکوپ ست
مسروپ هاکوپ ست (ارمنی: Մեսրովբ Յակոբ Սեթ؛ انگلیسی: Mesrovb Jacob Seth؛ ۱۵ مارس ۱۸۷۱ – ۳۱ اکتبر ۱۹۳۹) مؤلف (پدیدآور)، و تاریخ‌نگار ارمنی‌تبار اهل هند بود. وی مدیر و استاد ارمنی کلاسیک در کالج ارامنه در کلکته بود.

## زندگی‌نامه
وی در ۱۵ مارس ۱۸۷۱ در نو جلفا، اصفهان به دنیا آمد  وی در ۳۱ اکتبر ۱۹۳۹ در سن ۶۸ سالگی در کلکته درگذشت.

## تالیفات
- History of the Armenians in India 1895
- Armenians in India from the Earliest Times to the Present Day 1937
- The Republic of Armenia
- Armenians at Agra and Gwalior
- Agah Catchick Arrakiel a Loyal and an Eminent Armenian Merchant of Calcutta in the Second Half of the 18th Century
- Khojah Petrus
- Hindoos in Armenia
- Gritch Voskegritch Matenagrin
- Madras, the Birthplace of Armenian Journalism
- Armenians and the East India Company